# Taku Watanabe
Taku Watanabe (渡辺 卓 Watanabe Taku?, nacido el 9 de noviembre de 1971 en Ibaraki) es un exfutbolista japonés. Jugaba de defensa y su último club fue el Montedio Yamagata de Japón.

## Trayectoria

### Clubes
| Club               | País  | Año         |
| ------------------ | ----- | ----------- |
| Bellmare Hiratsuka | Japón | 1990 - 1995 |
| Cerezo Osaka       | Japón | 1996        |
| Consadole Sapporo  | Japón | 1997 - 1998 |
| Mito HollyHock     | Japón | 1999 - 2000 |
| Montedio Yamagata  | Japón | 2001 - 2002 |

## Palmarés

### Títulos nacionales
| Título             | Club               | País  | Año  |
| ------------------ | ------------------ | ----- | ---- |
| Copa del Emperador | Bellmare Hiratsuka | Japón | 1994 |